# 고경순
고경순(高敬順, 1972년 ~ )은 대한민국의 검사이다.

## 학력
- ~ 1990년:명일여자고등학교
- ~ 1994년:한양대학교 법학과 학사

## 경력
- 제38회 사법시험 합격
- 제28기 사법연수원 수료
- 2001년 2월:수원지방검찰청 성남지청 검사
- 2003년 2월:창원지방검찰청 검사
- 2005년 2월:서울중앙지방검찰청 검사
- 2008년 2월:의정부지방검찰청 검사
- 2011년 8월 ~ 2013년 4월:서울북부지방검찰청 부부장검사, 법무연수원 교수
- 2013년 4월 ~ 2014년 1월:서울고등검찰청 검사
- 2014년 1월 ~ 2014년 8월:서울중앙지방검찰청 부부장검사
- 2014년 8월 ~ 2015년 2월:춘천지방검찰청 부장검사
- 2015년 2월 ~ 2016년 1월:서울중앙지방검찰청 공판3부 부장검사
- 2016년 1월 ~ 2017년 8월:법무부 여성아동인권과 과장
- 2017년 8월 ~ 2018년 7월:대전지방검찰청 형사2부 부장검사
- 2018년 7월 ~ 2019년 8월:서울북부지방검찰청 형사2부 부장검사
- 2019년 8월 ~ 2020년 2월:수원지방검찰청 안산지청 차장검사
- 2020년 2월 ~ 8월:서울서부지방검찰청 차장검사
- 2020년 8월 ~ 2021년 6월:대검찰청 공판송무부장
- 2021년 6월 ~ 2022년 6월:춘천지방검찰청 검사장
- 2022년 6월 ~ : 법무연수원 연구위원